# Indukcijski motor
Indukcijski motor ili asinkroni motor (elektromotor) ima rotirajući dio (rotor) na koji se električna energija prenosi beskontaktno (indukcijom) djelovanjem okretnog magnetskog polja koje stvara sustav višefaznih struja u statoru. Prema izvedbi rotorskog namota dijele se na kavezne i klizno-kolutne strojeve. Ovakvi električni strojevi su jednostavne konstrukcije, robustni i pouzdani u pogonu pa se i najčešće koriste u svim vrstama elektromotornih pogona. Brzina vrtnje rotora je različita od brzine okretanja statorskog polja iz čega je i izveden naziv asinkroni. Razlika brzina, takozvano klizanje, je ključna veličina u teoriji djelovanja i prijenosa energije u stroju. Klizanje kod asinkronih motora je pojava, da se rotor vrti brzinom vrtnje, koja je uvijek manja od sinkrone, to jest manja je od brzine vrtnje okretnog magnetskog polja. Kod sinkronih motora klizanja nema zahvaljujući dodatnom istosmjernom napajanju ili korištenju permanentnih magneta u rotoru.

## Objašnjenje
Izmjenični asinkroni ili indukcijski motor, koji se napaja iz mreže izmjeničnoga trofaznog ili jednofaznog napona, najviše se koristi u industrijskim postrojenjima. Takav motor izveden za priključak na jednofaznu mrežu služi i u manjim uređajima, na primjer u radioničkim, laboratorijskim i kućanskim uređajima (crpke, perilice rublja i posuđa, hladnjaci). U asinkronome motoru okretno se magnetsko polje stvara prolaskom trofazne struje kroz trofazne namote smještene na statoru. Ono se može stvoriti i priključkom motora na jednofaznu mrežu, ako se dva fazna namota prostorno pomaknu za prikladan kut i ako se u jedan namot doda električni kondenzator, kojim se ostvari fazni pomak među strujama kojima se napajaju ta dva namota (kondenzatorski motor). Nastalo okretno statorsko magnetsko polje inducira u rotorskim vodičima napone i struje koje stvaraju svoje okretno magnetsko polje. Međudjelovanjem tih dvaju polja stvaraju se elektromagnetske sile i zakretni momenti uzrokuju vrtnju rotora. Te sile i momenti postoje samo dotle dok silnice okretnoga polja sijeku električne vodiče rotora, a nestale bi onoga časa kada bi se brzine rotora i okretnoga polja izjednačile (sinkrona brzina), to jest kada bi nestalo relativnoga gibanja vodiča rotora prema okretnome polju, pa prema tome i induciranih napona i struja u rotorskim vodičima. Za ispravan rad takva motora nužno je da brzina vrtnje rotora bude neznatno manja od sinkrone brzine (takozvano klizanje rotora), pa odatle naziv asinkroni motor.
Kavezni motor je najčešće upotrebljavana vrsta asinkronoga motora nazvan prema rotorskom namotu koji se sastoji od neizoliranih, najčešće aluminijskih vodiča simetrično raspoređenih po obodu željezne jezgre rotora i kratko spojenih na oba kraja, što nalikuje kavezu ili krletki. Takav motor ima najveću primjenu u industriji jer u njegov rotor ne moramo dovoditi nikakvu struju, pa nisu potrebne ni četkice mi kolektor. Da bi se spriječilo njegovo preveliko zagrijavanje, na osovini rotora nalazi se ventilator. Sinkroni i asinkroni motori vrlo su jednostavni po konstrukciji, a time i jeftiniji od ostalih motora. I to osobito asinkroni motor, koji nema kolektora ni kliznih koluta.
Velika je zasluga Nikole Tesle da je otkrio rotacijsko magnetsko polje pomoću kojeg je omogućio konstrukciju asinkronog motora. Rotacijsko magnetsko polje, to jest magnetsko polje se vrti, možemo proizvesti s najmanje dvije izmjenične struje koje su pomaknute u fazi. Nalazi li se u tom rotacijskom magnetskom polju šupalj bakreni valjak, magnetske silnice će ga u vrtnji sjeći, i u njemu će se inducirati električna struja. Magnetsko polje će djelovati na tu struju tako da će se valjak okretati u istom smjeru kojem se vrti magnetsko polje. U praksi se proizvodi rotirajuće magnetsko polje pomoću trofazne struje, a rotor je izrađen iz bakrenih ili aluminijskih štapova, međusobno izoliranih, koji su na krajevima kratko spojeni prstenima. Kako takav rotor izgleda kao kavez, zove se i kavezni rotor.
Međutim, rotor nema isti broj okretaja kao rotirajuće magnetsko polje. Kada bi naime rotor imao jednak broj okretaja kao i rotirajuće magnetsko polje, ne bi postojalo sječenje magnetskih silnica, te se u rotoru ne bi inducirala električna struja. Motor se dakle ne vrti sinkrono nego asinkrono, pa se zato zove asinkroni kavezni motor. Takav motor ima najveću primjenu u industriji jer u njegov rotor ne moramo dovoditi nikakvu struju, pa nisu potrebne ni četkice mi kolektor. Da bi se spriječilo njegovo preveliko zagrijavanje, na osovini rotora nalazi se ventilator. Sinkroni i asinkroni motori vrlo su jednostavni po konstrukciji, a time i jeftiniji od ostalih motora. I to osobito asinkroni motor, koji nema kolektora ni kliznih koluta.

### Jednofazni asinkroni motor
Indukcijski motor može raditi i sa samo jednom fazom (bez okretnog magnetskog polja), ali u tom se slučaju ne može sam pokrenuti (nema potezni moment) i smjer vrtnje mu ovisi o smjeru vanjskog početnog momenta. Da bi se to izbjeglo dodaju se polovi s kratko spojenim namotom ili pomoćna faza u kojoj se postiže umjetni fazni pomak struje - obično serijskim spajanjem kondenzatora (koji se nakon zaleta motora može i isključiti).

## Teorija rada asinkronog motora
Ako se između dva suprotna magnetska pola stavi električni vodič, a kroz vodič pusti električna struja, tada će se vodič izmaknuti iz tog magnetskog polja. Na vodič djeluje sila F, koja ga odmiče iz magnetskog polja. Sila F ovisna je o jakosti magnetske indukcije B, o jakosti električne struje I u vodiču i o duljini vodiča u magnetskom polju l. Iz toga proizlazi sljedeće:
{\displaystyle F=B\cdot l\cdot I}
Želi li se magnetsko polje približiti vodiču, vodič će uvijek odmicati od magnetskog polja. Smjer sila kojom magnetsko polje djeluje na vodič određuje se pravilom lijeve ruke. Ako se kroz vodič ne pusti struja, on će mirovati. Priključi li se na krajeve tog vodiča vrlo osjetljivi voltmetar, vodič uhvati čvrsto nekim izolacijskim materijalom, a pomiču se magnetski polovi (dakle i magnetsko polje ) u jednu stranu; tako da silnice sijeku vodič, može se zapaziti kako se kazaljka voltmetra pomiče. Voltmetar tada registrira električni napon. Taj napon je veći što je magnetsko polje jače, što je brže njegovo kretanje i što je veća duljina vodiča zahvaćena homogenim magnetskim poljem.
Inducirani napon {\displaystyle U} razmjeran je gustoći magnetski tok B, brzini njegova kretanja v i duljini vodiča u tom polju l:
{\displaystyle U=B\cdot l\cdot v}
gdje je B izraženo u teslama, l u metrima i v u m/s. Odatle vidimo da inducirani električni napon ovisi o:
- o magnetskoj indukciji B (gustoći magnetskog toka),
- o duljini električnog vodiča koji se giba u magnetskom polju l i,
- o njegovoj brzini v, jer što mu je brzina veća, to će biti i veći broj presječenih magnetskih silnica u 1 sekundi.

Smjer induciranog napona određuje se pravilom desne ruke. U oba primjera, magnetsko polje je homogeno i kretanja su uvijek okomita. Lenzovo pravilo ili Lenzov zakon (prema Heinrichu Lenzu) je pravilo prema kojemu je smjer induciranoga električnoga napona i njime pokrenute električne struje u strujnoj petlji kroz koju se mijenja magnetski tok uvijek takav da poništava promjenu magnetskoga toka kojim je napon induciran, to jest magnetski tok inducirane struje uvijek je suprotan izvornomu magnetskom toku. 

## Poveznice
- Električni strojevi
- Elektromotor

## Vanjske poveznice
|  | Zajednički poslužitelj ima još gradiva o temi Indukcijski motor |